# Liste der Bodendenkmäler in Raubling
Auf dieser Seite sind die Bodendenkmäler in der oberbayerischen Gemeinde Raubling zusammengestellt. Diese Tabelle ist eine Teilliste der Liste der Bodendenkmäler in Bayern. Grundlage ist die Bayerische Denkmalliste, die auf Basis des Bayerischen Denkmalschutzgesetzes vom 1. Oktober 1973 erstmals erstellt wurde und seither durch das Bayerische Landesamt für Denkmalpflege geführt wird. Die folgenden Angaben ersetzen nicht die rechtsverbindliche Auskunft der Denkmalschutzbehörde.

## Bodendenkmäler der Gemeinde Raubling

### Bodendenkmäler in der Gemarkung Großholzhausen
| Lage                      | Objekt | Akten-Nr.     | Bild |
| ------------------------- | --- | ------------- | ---- |
| Großholzhausen (Standort) | Untertägige mittelalterliche und frühneuzeitliche Befunde und Funde im Bereich der Katholischen Pfarrkirche St. Georg in Großholzhausen und ihrer Vorgängerbauten mit zugehörigem Friedhof. | D-1-8238-0240 |      |

### Bodendenkmäler in der Gemarkung Kleinholzhausen
| Lage                       | Objekt | Akten-Nr.     | Bild |
| -------------------------- | --- | ------------- | ---- |
| Kleinholzhausen (Standort) | Untertägige frühneuzeitliche Befunde und Funde im Bereich der Katholischen Filialkirche St. Johannes Baptist in Kleinholzhausen. | D-1-8238-0299 |      |

### Bodendenkmäler in der Gemarkung Pfraundorf
| Lage                  | Objekt | Akten-Nr.     | Bild |
| --------------------- | --- | ------------- | ---- |
| Pfraundorf (Standort) | Untertägige mittelalterliche und frühneuzeitliche Befunde im Bereich der Katholischen Filialkirche St. Nikolaus in Pfraundorf mit zugehörigem Friedhof. | D-1-8138-0225 |      |

### Bodendenkmäler in der Gemarkung Raubling
| Lage                | Objekt | Akten-Nr.     | Bild |
| ------------------- | --- | ------------- | ---- |
| Raubling (Standort) | Siedlung vorgeschichtlicher Zeitstellung. | D-1-8238-0177 |      |
| Raubling (Standort) | Untertägige mittelalterliche und frühneuzeitliche Befunde und Funde im Bereich der Katholischen Pfarrkirche St. Ursula in Kirchdorf am Inn und ihres Vorgängerbaus mit zugehörigem Friedhof. | D-1-8238-0247 |      |
| Raubling (Standort) | Körpergräber des frühen Mittelalters. | D-1-8238-0298 |      |
| Raubling (Standort) | Abgegangene Kirche des späten Mittelalters und der frühen Neuzeit (St. Erasmus). | D-1-8238-0300 |      |

### Bodendenkmäler in der Gemarkung Reischenhart
| Lage                    | Objekt | Akten-Nr.     | Bild |
| ----------------------- | --- | ------------- | ---- |
| Reischenhart (Standort) | Untertägige mittelalterliche und frühneuzeitliche Befunde und Funde im Bereich der Katholischen Filialkirche St. Peter in Reischenhart mit zugehörigem Friedhof. | D-1-8238-0245 |      |